# Буславець Ольга Анатоліївна
Ольга Анатоліївна Буславець (нар. 5 березня 1975, Макіївка, Донецька область, УРСР) — український політик, державний діяч, Заслужений енергетик України, кандидат технічних наук. Міністр енергетики України з 16 квітня до 20 листопада 2020 року.

## Життєпис

### Освіта
- Закінчила енергетичний факультет Донецького технічного університету (1997), кафедру електрозабезпечення, за спеціальністю «інженер-електрик».
- Кандидат технічних наук[4]. У 2018 році захистила дисертацію на здобуття наукового ступеня кандидата технічних наук у Харківському політехнічному інституті. Співавторка численних наукових праць із питань підвищення ефективності роботи з передачі й розподілу електроенергії.

### Трудова діяльність
- Із 2000 року працювала в енергопостачальній компанії ВО «Донецьквугілля» на посаді інженер-економіст.
- 2003 — 2005 — бухгалтер, інженер 1-ї категорії ДП «Донецькенерговугілля».
- Із 2005 року перейшла на роботу до Міністерства вугільної промисловості України на посаду головного спеціаліста Департаменту електроенергетики. З 2006 року — на керівних посадах у цьому департаменті.
- 2015 — 2017 — директор Департаменту електроенергетичного комплексу Міністерства енергетики та вугільної промисловості України.
- 2017 — 2020 — генеральний директор Директорату енергетичних ринків Міністерства енергетики та вугільної промисловості.
- З 16 квітня по 20 листопада 2020 року — Міністр енергетики України[5], тимчасовий в.о. Міністра енергетики та захисту довкілля України. 21 грудня 2020 року звільнилася з посади першого заступника Міністра енергетики.

### Професійні досягнення
- У 2016—2020 роках очолювала «Українсько-Данський енергетичний центр»[6] (проєкт міжнародної технічної допомоги), який реалізовувався в рамках Угоди між Міністерством енергетики та вугільної промисловості України та Міністерством закордонних справ Данського Сполученого королівства.
- За період керівництва Міністерством енергетики було вирішено низку кризових ситуацій та розпочато роботу над стратегічними реформами енергетичної галузі.

## Нагороди
- Заслужений енергетик України (22 грудня 2018) — за вагомий особистий внесок у розвиток вітчизняного енергетичного комплексу, багаторічну сумлінну працю та високий професіоналізм[7].
- Відмінник енергетики України[8].
- Нагороджена почесними Грамотами Кабінету Міністрів України, Верховної Ради України, Міністерства палива та енергетики України.

## Особисте життя
Одружена, має сина.

## Публікації
1. Відмова від централізованого теплопостачання. Чи можна радикально вирішити проблему? [Архівовано 9 лютого 2022 у Wayback Machine.]
2. Урановидобувна галузь: знищення чи розвиток? [Архівовано 9 лютого 2022 у Wayback Machine.]
3. У морози Україна може зіткнутися з дефіцитом газу. Кого відмикатимуть? [Архівовано 12 лютого 2022 у Wayback Machine.]

## Інтерв'ю
1. Ольга Буславец: «Нужно делать ставку на увеличение собственной добычи угля и газа». [Архівовано 1 лютого 2022 у Wayback Machine.]
2. Місто можливостей. Історії успіху. Українське радіо. [Архівовано 26 лютого 2022 у Wayback Machine.]
3. Ток-шоу Сьогодні / Підсумки візиту Ердогана в Києві. Відповідь Путіну від країн ЄС. [Архівовано 12 лютого 2022 у Wayback Machine.]
4. МАРАФОН НАШ 09.02.22. [Архівовано 12 лютого 2022 у Wayback Machine.]
5. Украинская энергетика 2021-2022: итоги и перспективы. [Архівовано 12 лютого 2022 у Wayback Machine.]
6. Энергетический тупик Украины. Есть ли выход? Экс-министр энергетики Буславец. [Архівовано 15 лютого 2022 у Wayback Machine.]
7. Ольга Буславец: "Синхронизация с ENTSO-E не решит проблемы дефицита маневренной мощности". [Архівовано 9 лютого 2022 у Wayback Machine.]
8. Ольга Буславец о мифах, которые распространяют СМИ об украинской энергетике // СВОБОДА СЛОВА. [Архівовано 12 лютого 2022 у Wayback Machine.]
9. Ольга Буславец о энергонезависимости и энергетической безопасности Украины // СВОБОДА СЛОВА. [Архівовано 14 лютого 2022 у Wayback Machine.]
10. Ольга Буславец о кризисе на рынке энергетики. [Архівовано 14 лютого 2022 у Wayback Machine.]
11. Я проходила детектор лжи на счет связи с Ахметовым и Коломойским. [Архівовано 12 лютого 2022 у Wayback Machine.]

## Хобі
Велоспорт, подорожі.

### Декларація
- Е-декларація [Архівовано 11 листопада 2021 у Wayback Machine.]